# Diao Xiao Juan
Pour les articles homonymes, voir Juan.
Diao Xiao Juan (née le 15 mars 1986) est une coureuse cycliste hong kongaise. Elle a notamment été championne d'Asie du scratch en 2012.

## Palmarès

### Jeux olympiques
- Rio 2016
  - 12e de l'omnium

### Championnats du monde
- Pruszków 2009
  - 15e de l'omnium
  - 19e du scratch
- Copenhague 2010
  - 10e du scratch
  - 13e de l'omnium
- Apeldoorn 2011
  - 13e du scratch
  - 16e de la poursuite par équipes
  - 22e de l'omnium
- Melbourne 2012
  - 11e du scratch
  - 13e de la poursuite par équipes
  - 15e de la vitesse par équipes
- Minsk 2013
  - 12e du scratch
  - 13e de l'omnium
- Cali 2014
  - 12e du scratch
  - 12e de l'omnium
- Saint-Quentin-en-Yvelines 2015
  - 15e de la vitesse par équipes
  - 20e de l'omnium
- Londres 2016
  - 19e de l'omnium
- Hong Kong 2017
  - 8e du scratch[1]
  - 13e de la poursuite par équipes[2]

### Coupe du monde
- 2013-2014
  - 1re du scratch à Guadalajara

### Championnats d'Asie
- Nara 2008
  -  Médaillée de bronze du scratch
- Charjah 2010
  -  Médaillée d'argent de l'omnium
  -  Médaillée de bronze du scratch
- Nakhon Ratchasima 2011
  -  Médaillée de bronze de la poursuite par équipes
- Kuala Lumpur 2012
  -  Championne d'Asie du scratch
  -  Médaillée de bronze de la vitesse par équipes
- Nakhon Ratchasima 2015
  -  Médaillée d'argent de l'omnium
- New Delhi 2017
  -  Médaillée d'argent de la poursuite par équipes
  -  Médaillée de bronze du scratch
- Nilai 2018
  -  Médaillée d'argent de la course aux points
  -  Médaillée d'argent du scratch

### Championnats nationaux
- Championne de Hong Kong de poursuite par équipes en 2013
- Championne de Hong Kong de l'omnium en 2013 et 2018
- Championne de Hong Kong du scratch en 2017 et 2018

## Palmarès sur route

### Par années
- 2014
  -  Médaillée d'argent du championnat d'Asie sur route

### Classements mondiaux
| Année                                 | 2014 | 2015 | 2016 | 2017 | 2018 |
| ------------------------------------- | ---- | ---- | ---- | ---- | ---- |
| Classement UCI                        | 97e  | nc   | nc   | 230e | 386e |
|                                       |      |      |      |      |      |
| Légende : nc = non classéSource : UCI |      |      |      |      |      |